# Harry Fechner
Harry Fechner (* 4. Mai 1950) ist ein ehemaliger deutscher Fußballspieler.

## Karriere
Fechner stammte aus der Jugend des VfL Bochum – mit neun Jahren war er in den Verein eingetreten – und rückte danach zunächst in den Amateurkader, ehe er in der Saison 1970/71 seine ersten 14 Spiele für die erste Mannschaft in der damals zweitklassigen Regionalliga West bestritt. Es folgte nach erfolgreich bestrittener Aufstiegsrunde – er wurde dreimal gegen den VfL Osnabrück, FK Pirmasens und Tasmania 1900 Berlin eingewechselt – der Aufstieg in die Bundesliga. Die Anfänge im Seniorenbereich beim VfL erlebte der junge Defensivspieler wie auch die weiteren Eigengewächse Hans-Günter Etterich und Hans-Jürgen Köper unter Trainer Hermann Eppenhoff, ehe ab der Saison 1972/73 Heinz Höher die Nachfolge des Mannes aus Schalke antrat. Dort war er Stammspieler beim VfL bis 1974. Der junge Fechner debütierte am 23. Oktober 1971 beim Heimspiel gegen den 1. FC Köln in der Bundesliga und überzeugte in der Folgezeit mit guten Leistungen. In besonderer Erinnerung blieb dabei der 2:1-Heimerfolg am 15. April 1972 gegen den Hamburger SV, als der junge Vorstopper das Duell gegen die HSV-Legende Uwe Seeler gewann und dabei auch in den Zweikämpfen in der Luft die Oberhand behielt. Die Folge waren mehrere Angebote von Bundesligisten, die er aber aus Verbundenheit zum VfL und der guten Kameradschaft im Team ablehnte. In dieser Zeit wurde Fechner auch zu einem DFB-Sichtungslehrgang eingeladen. Für Bundestrainer Helmut Schön war Fechner ein Kandidat für die Nationalmannschaft für die Zeit nach der WM 1974. Im Frühjahr 1974 erlitt er jedoch eine Rückenverletzung, wegen der er in der Runde 1974/75 kein einziges Mal eingesetzt werden konnte. Sein letztes Bundesligaspiel für Bochum absolvierte er am 27. April 1974 bei der 0:4-Auswärtsniederlage beim FC Bayern München. Er ließ sich nach Saisonende erst zum 1. FC Saarbrücken und kurz darauf zur DJK Gütersloh, beides Zweitligisten (aber nicht in derselben Staffel (Nord/Süd) spielend), ausleihen. Dort konnte er zwar zunächst wieder spielen, beendete aber schließlich aufgrund anhaltender Probleme seine Karriere.
Nach der Fußballkarriere kehrte der gelernte Bankkaufmann wieder in seinen alten Beruf zurück.

### Statistik
| Liga          | Spiele (Tore) |
| ------------- | ------------- |
| Bundesliga    | 84 (4)        |
| 2. Bundesliga | 32 (1)        |
| Wettbewerb    |               |
| DFB-Pokal     | 13 (0)        |